# Spoorlijn Lübeck - Hamburg
De spoorlijn Lübeck - Hamburg is een spoorlijn tussen de Noord-Duitse steden Lübeck en Hamburg. De lijn is als spoorlijn 1120 onder beheer van DB Netze.

## Geschiedenis
Het traject werd door de Lübeck-Büchener Eisenbahn (LBE) op 1 augustus 1865 geopend. Tot 1906 was het eindpunt van de Lübeck-Büchener Eisenbahn in Hamburg het Hamburg Lübecker Bahnhof gelegen aan de Spaldingstraße in St. Georg, hierna werd het eindpunt verplaatst naar het huidige hoofdstation van Hamburg. In 1908 werd het station van Lübeck dat aan de westelijke rand van het centrum lag verplaatst naar de huidige locatie.

## Treindiensten
De Deutsche Bahn verzorgt het personenvervoer op dit traject met ICE, IC, RE en RB treinen.
| Serie    | Treinsoort                        | Route | Bijzonderheden |
| -------- | --------------------------------- | --- | --- |
| ICE 25   | InterCityExpress (DB Fernverkehr) | [ [ Kiel Hbf – Neumünster ] / [ Hamburg-Altona ] – Hamburg Dammtor – Hamburg Hbf – ] / [ Oldenburg (Oldb) Hbf – Bremen Hbf – ] Hannover Hbf – Göttingen – Kassel-Wilhelmshöhe – Fulda – Würzburg Hbf – [ Nürnberg Hbf – ] / [ Treuchtlingen – Donauwörth – Augsburg Hbf – München-Pasing ] / [ Ingolstadt Hbf ] – München Hbf – Tutzing – Murnau – Oberau – Garmisch-Partenkirchen | Rijdt elk uur tussen Hamburg en München. Elke twee uur een vleugeltrein naar/van Oldenburg. Enkele treinen via Augsburg. Één trein per dag door naar Garmisch-Partenkirchen. |
| ICE 75   | InterCityExpress (DB Fernverkehr) | København H – Høje Taastrup – Næstved – Vordingborg – Nykøbing Falster – Rødby Færge – Puttgarden – Oldenburg (Holst) – Lübeck Hbf – Hamburg Hbf | Éénmaal per twee uur tussen Kopenhagen en Hamburg. |
| IC 31    | Intercity (DB Fernverkehr)        | [ [ Kiel Hbf – Neumünster ] / [ Hamburg-Altona ] – Hamburg Dammtor ] / [ Fehmarn-Burg – Oldenburg (Holst) – Lübeck Hbf ] – Hamburg Hbf – Hamburg-Harburg – Bremen Hbf – Osnabrück Hbf – Münster Hbf – Dortmund Hbf – Hagen Hbf – Wuppertal Hbf – Solingen Hbf – Köln Hbf – Bonn Hbf – Remagen – Andernach – Koblenz Hbf – Boppard Hbf – Bingen (Rhein) Hbf – Mainz Hbf – Frankfurt (Main) Flughafen Fernbahnhof – Frankfurt (Main) Hbf – Hanau Hbf – Würzburg Hbf – Nürnberg Hbf – Regensburg Hbf – Plattling – Passau Hbf | Twee treinen per dag per richting. 's Zomers één trein vanaf Fehmarn. |
| IC/EC 75 | Intercity (DB Fernverkehr)        | Hamburg Hbf – Schleswig – Padborg – Kolding – Odense – Ringsted – København H | |
| RE 8     | Regional-Express (DB Regio Nord)  | Hamburg Hbf – Bad Oldesloe – Lübeck Hbf – Lübeck-Travemünde Strand | Zomers za/zo verder naar Travemünde Strand |
| RE 80    | Regional-Express (DB Regio Nord)  | Hamburg Hbf – Ahrensburg – Bad Oldesloe – Reinfeld – Lübeck Hbf | |
| RB 81    | Regionalbahn (DB Regio Nord)      | Hamburg Hbf – Hamburg-Wandsbek – Ahrensburg – Bargteheide – Bad Oldesloe | 2x per uur Hamburg - Bargteheide, 4x per uur in de spits Hamburg - Ahrensburg                                                                                                |

## Aansluitingen

overzicht stations in Hamburg: blauw: voormalig, rood: huidig

In de volgende plaatsen is of was er een aansluiting op de volgende spoorlijnen:
Lübeck Hauptbahnhof
DB 1100, spoorlijn tussen Lübeck en Puttgarden
DB 1113, spoorlijn tussen Lübeck en Lübeck-Travemünde Strand
DB 1121, spoorlijn tussen Lübeck en Büchen
DB 1122, spoorlijn tussen Lübeck en Strasburg
DB 1130, spoorlijn tussen Lübeck Hafen en Lübeck Hauptgüterbahnhof
DB 1137, spoorlijn tussen de aansluiting Brandenbaum en Lübeck Konstinbahnhof
lijn tussen Lübeck en Bad Segeberg
Lübeck Hauptgüterbahnhof
DB 1130, spoorlijn tussen Lübeck Hafen en Lübeck Hauptgüterbahnhof
DB 1134, spoorlijn tussen Lübeck Hauptgüterbahnhof en Lübeck-Genin
DB 1135, spoorlijn tussen Lübeck Hauptgüterbahnhof en Lübeck-St Jürgen
Bad Oldesloe
DB 1043, spoorlijn tussen Neumünster en Bad Oldesloe
DB 1141, spoorlijn tussen Schwarzenbek en Bad Oldesloe
DB 6928, spoorlijn tussen Hagenow Land en Bad Oldesloe
DB 9120, spoorlijn tussen Elmshorn en Bad Oldesloe
Hamburg-Wandsbek
DB 1242, spoorlijn tussen Hamburg-Wandsbek en de aansluiting Horn
Hamburg Hauptbahnhof
DB 1240, spoorlijn tussen Hamburg Hauptbahnhof en Hamburg-Altona
DB 1241, spoorlijn tussen Hamburg Hauptbahnhof en Hamburg-Poppenbüttel
DB 1244, spoorlijn tussen Hamburg Hauptbahnhof en Aumühle
DB 1245, spoorlijn tussen de aansluiting Rothenburgsort en Hamburg Hauptbahnhof
DB 1250, spoorlijn tussen de aansluiting Norderelbbrücke en Hamburg Hauptbahnhof
DB 1270, spoorlijn tussen Hamburg Hauptbahnhof en Hamburg Diebesteich
DB 1271, spoorlijn tussen Hamburg Hauptbahnhof en Hamburg-Neugraben
DB 2200, spoorlijn tussen Wanne-Eickel en Hamburg
DB 6100, spoorlijn tussen Berlijn en Hamburg

## Elektrificatie
Het traject werd in 2008 geëlektrificeerd met een wisselspanning van 15.000 volt 16⅔ Hz.